# Gare de Debrecen
La gare de Debrecen ou Grande Station (en hongrois : Nagyállomás) est une gare ferroviaire hongroise. Elle est située au sud du centre de la ville de Debrecen, chef-lieu du comitat de Hajdú-Bihar. 
C'est une gare de la Magyar Államvasutak (MÁV).

## Histoire
La gare est mise en service en 1857. Pour répondre à l'accroissement du trafic le premier bâtiment est remplacé par un autre plus important, dû à l'architecte Ferenc Pfaff. Il est mis en service en 1894.

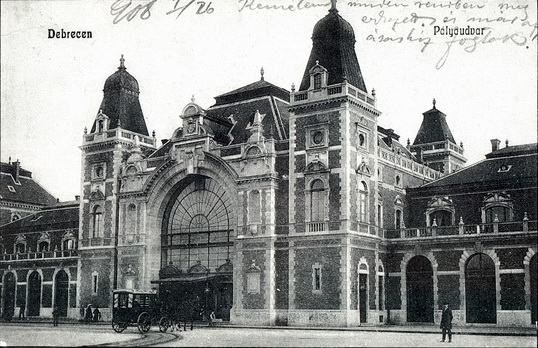
La gare en 1908.

Très endommagé par des bombardements, pendant la Seconde Guerre mondiale, l'édifice est détruit en 1958. Le nouveau bâtiment est mis en service en 1961 avec un style architectural contemporain.

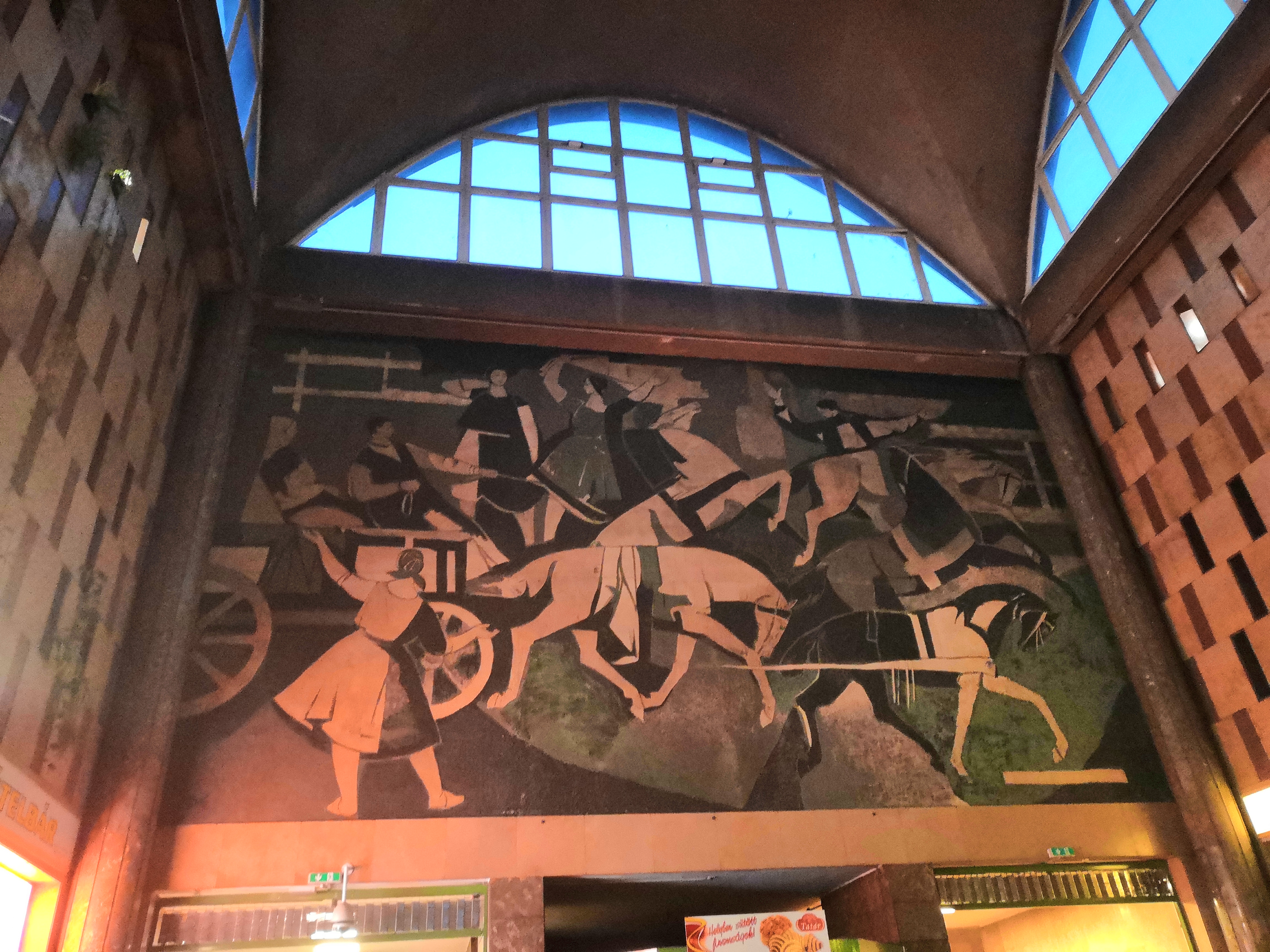
fresque murale hall de la gare de Debrecen (mur Est)

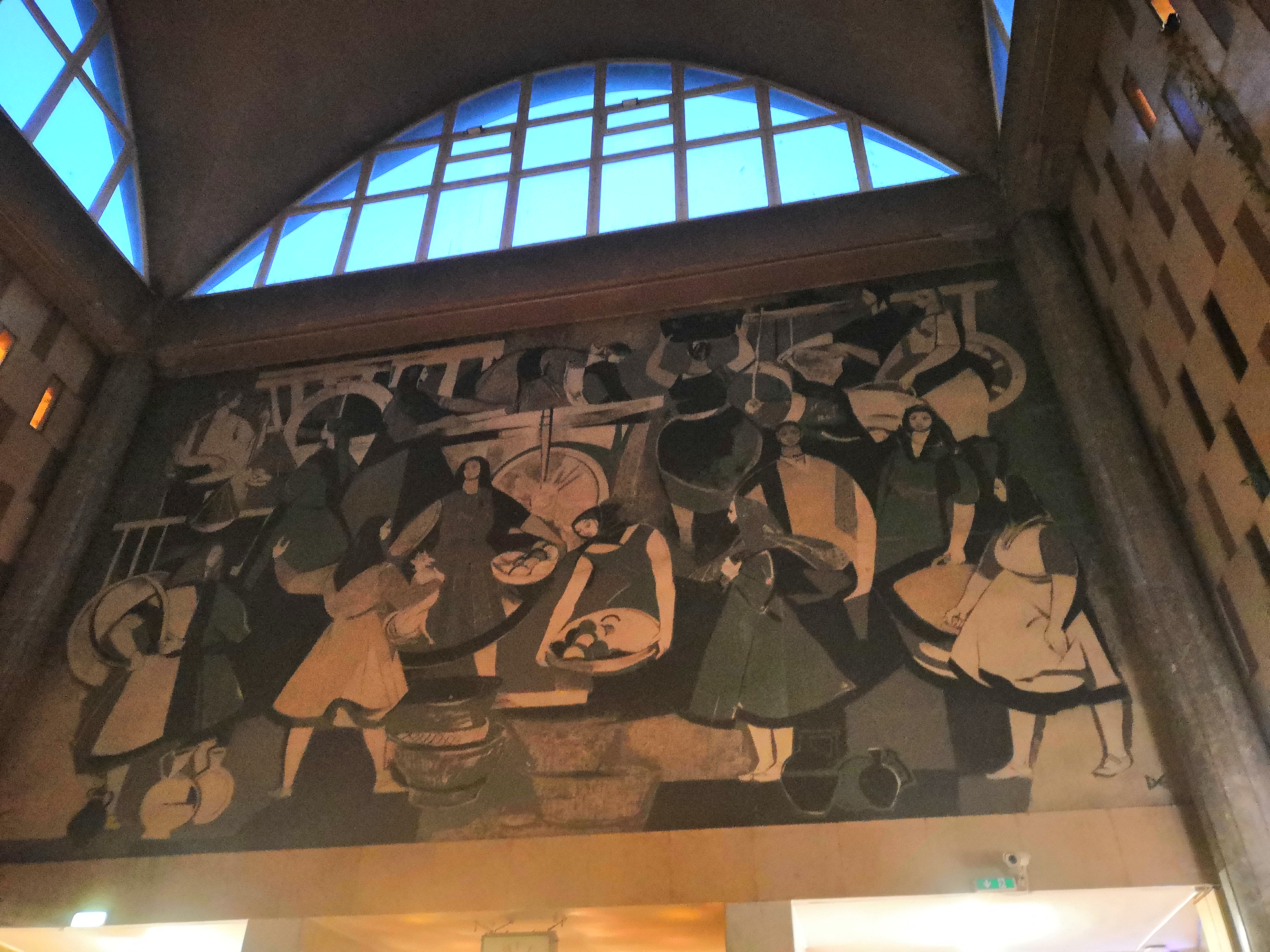
fresque murale hall de la gare de Debrecen (mur Ouest)

## Service des voyageurs

### Accueil
C'est une gare de la Magyar Államvasutak (MÁV), qui dispose d'un bâtiment voyageurs en service.

### Desserte
Debrecen est desservie par des trains ayant notamment des relations avec les villes de Budapest, Szolnok, Nyíregyháza, Füzesabony, Nyírbátor, Mátészalka, Nyírábrány, Sáránd, Létavértes, Nagykereki et Tiszalök.

### Intermodalité
Elle est desservie par la ligne 1 du tramway de Debrecen.